# Emmy Internacional 2000
A 28.ª cerimônia de entrega dos International Emmys (ou Emmy Internacional 2000) aconteceu em 20 de novembro de 2000, no Hotel Sheraton New York Times Square em Nova York, Estados Unidos, e teve como anfitrião o apresentador de televisão Tom Bergeron. A premiação foi transmitida na Turquia, China, Itália, América Latina e Canadá, entre outros países.

Os indicados para a 28ª edição foram anunciados pela Academia Internacional das Artes e Ciências Televisivas (IATAS) em 17 de outubro de 2000, durante a MIPCOM em Cannes, na França. A Academia Internacional também anunciou um número recorde de 549 inscrições.

## Cerimônia
Os programas de TV do Reino Unido ganharam em quatro categorias, enquanto outros prêmios foram dados a produções de Israel, França e Holanda, que ganhou o Emmy de melhor drama pela série All Stars, uma comédia da coproduzida pela NOS e VARA Broadcasting. O especial Gloriana, da BBC, deu o prêmio de telefilme à londrina Phyllida Lloyd, diretora de peças de teatro e óperas. Na categoria arte popular o prêmio ficou com  Smack the Pony, uma série de comédia de sketch britânica transmitida pelo Channel 4.
O filme Kapo, baseado nos julgamentos realizados em Israel nas décadas de 1950 e 1960, de sobreviventes judeus do Holocausto, venceu como melhor documentário. O prêmio de documentário de arte ficou com The Jazzman from the Gulag, uma produção do canal France 3 que trata da vida de Eddie Rosner, músico de jazz alemão, mas com ascendência judaica polonesa, que foi apelidado por Louis Armstrong de "o Armstrong branco". Rosner fugiu do nazismo e ganhou grande popularidade na União Soviética durante a Segunda Guerra Mundial. Mais tarde, foi enviado ao gulag, acusado de "espionagem", enquanto The Magician's House, da Kudos Productions, ficou com o prêmio de programação infanto-juvenil.
Na área dos noticiários, o Emmy ficou com a britânica ITN pela cobertura das Inundações em Moçambique feitas pela ITV News.

## Vencedores
| Melhor Série de Drama | Melhor Programa de Artes Populares                                                                                                   |
| --- | --- |
| - All Stars - () (VARA/M+B Film) - Longitude - () (Channel 4) - Warriors - () (BBC)                                                                                | - Smack the Pony - () (Channel 4) - Ali G - () (Channel 4) - Caiga quien caiga - () (Cuatro Cabezas)                                 |
| Melhor Documentário de Artes | Melhor Documentário |
| - The Jazzman from the Gulag - () (France 3/Ideale Audience) - Tell Me The Truth About Love - () (BBC) - Howard Goodalls Big Bangs - () (Tiger Aspect Productions) | - Kapo - () (RAI 3/Spiegel TV) - Stolen Generations - () (Jotz Productions) - Playing the China Card: Nixon and Mao - () (Channel 4) |
| Melhor Performance Artística | Melhor Programa infanto-juvenil |
| - Gloriana - () (BBC) - Masterworks: Ralph Vaughn Williams: The Tallis Fantasia - () (BBC) - Ode to Joy: 10,000 Voices Resound! - () (NHK)                         | - The Magician's House - () (BBC) - Street Cents - () (CBC) - The Daltons - () (VPRO)                                                |
| Melhor Cobertura Jornalistica | |
| - The Mozambique Floods - () (ITN) - Correspondent: Inside Chechnya - () (BBC) - Zone Interdite, Chile: Torturers Running Free - () (M6)                           | |

## Múltiplas vitórias
Por país
| N.º de vitórias | País        |
| --------------- | ----------- |
| 4               | Reino Unido |